# Råstahällen

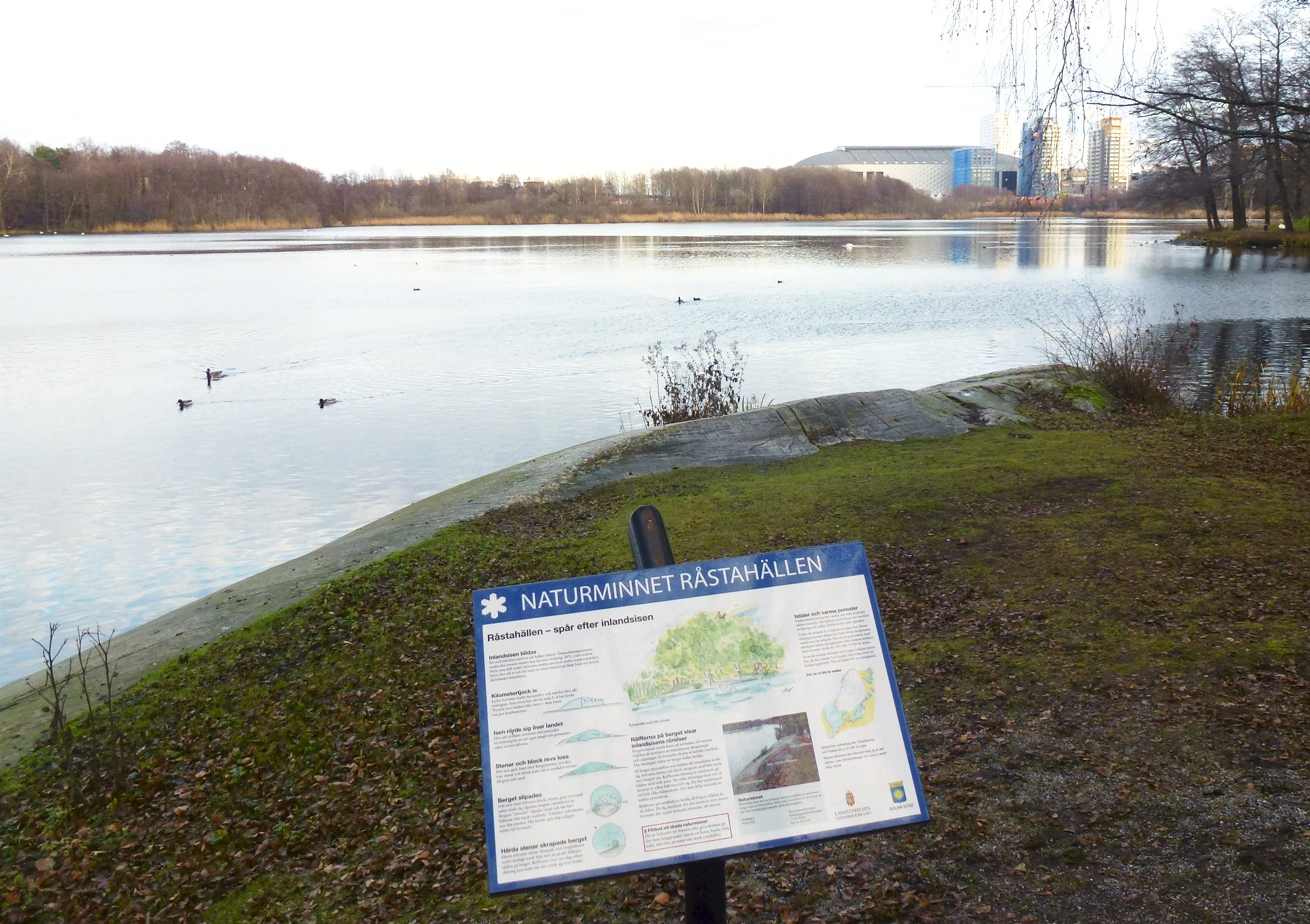
Råstahällen vid Råstasjön, 2014.

Råstahällen är en rundhäll vid södra sidan om Råstasjön i Solna kommun. På hällen, som är Solnas enda naturminne, syns tre korsande räffelsystem från senaste istiden.

## Beskrivning
Råstahällen är en så kallad rundhäll med mjuka former, som bildades av inlandsisens slipningar.  På en rundhäll kan man avläsa i vilken riktning isen rörde sig. Sidan som varit vänd mot isrörelsen, stötsidan, är oftast flackt rundslipad medan läsidan är kantig. På Råstahällen kan man dessutom avläsa tre olika riktningar som uppkom under tre tidsperioder, som kan skilja tusentals år från varann. De yngsta räfflorna syns på hällens västra del och längst österut finns de äldsta, som ligger på läsidan och inte påverkades så mycket av isens rörelse. Där bevarades spår från tidigare istider.
År 1977 förklarade Länsstyrelsen i Stockholms län Råstahällen som naturminne, med motivet: "Hällen utgör en nyckellokal för tolkning av isrörelsen i Stockholmstrakten under senaste istiden". Naturminnet har en areal av cirka 15 m², som motsvarar den del av hällen som ligger synligt på land. Hällen fortsätter dock en bit ner i Råstasjön.

## Bilder

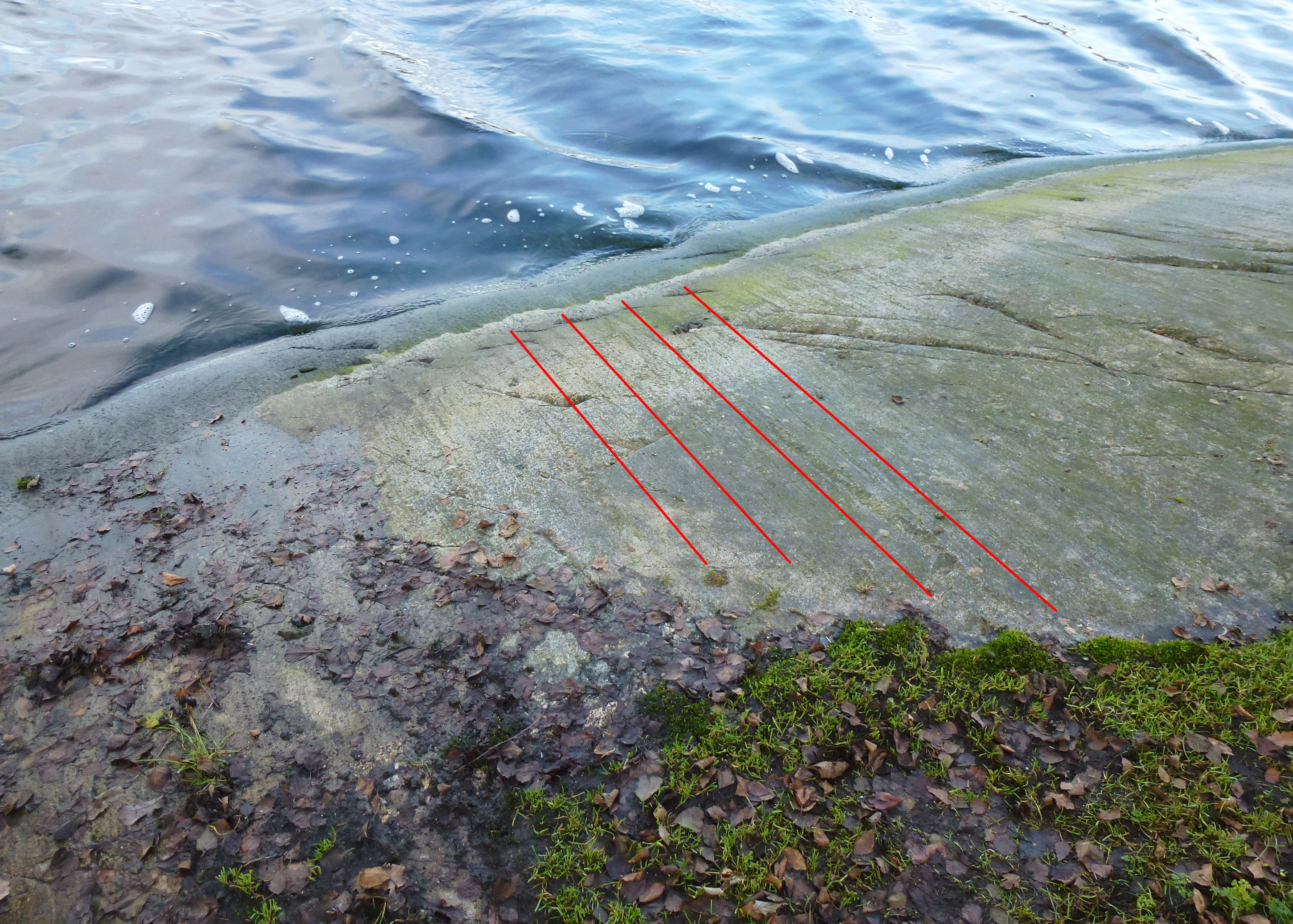
Yngsta slipmärken, isriktning diagonalt till höger.
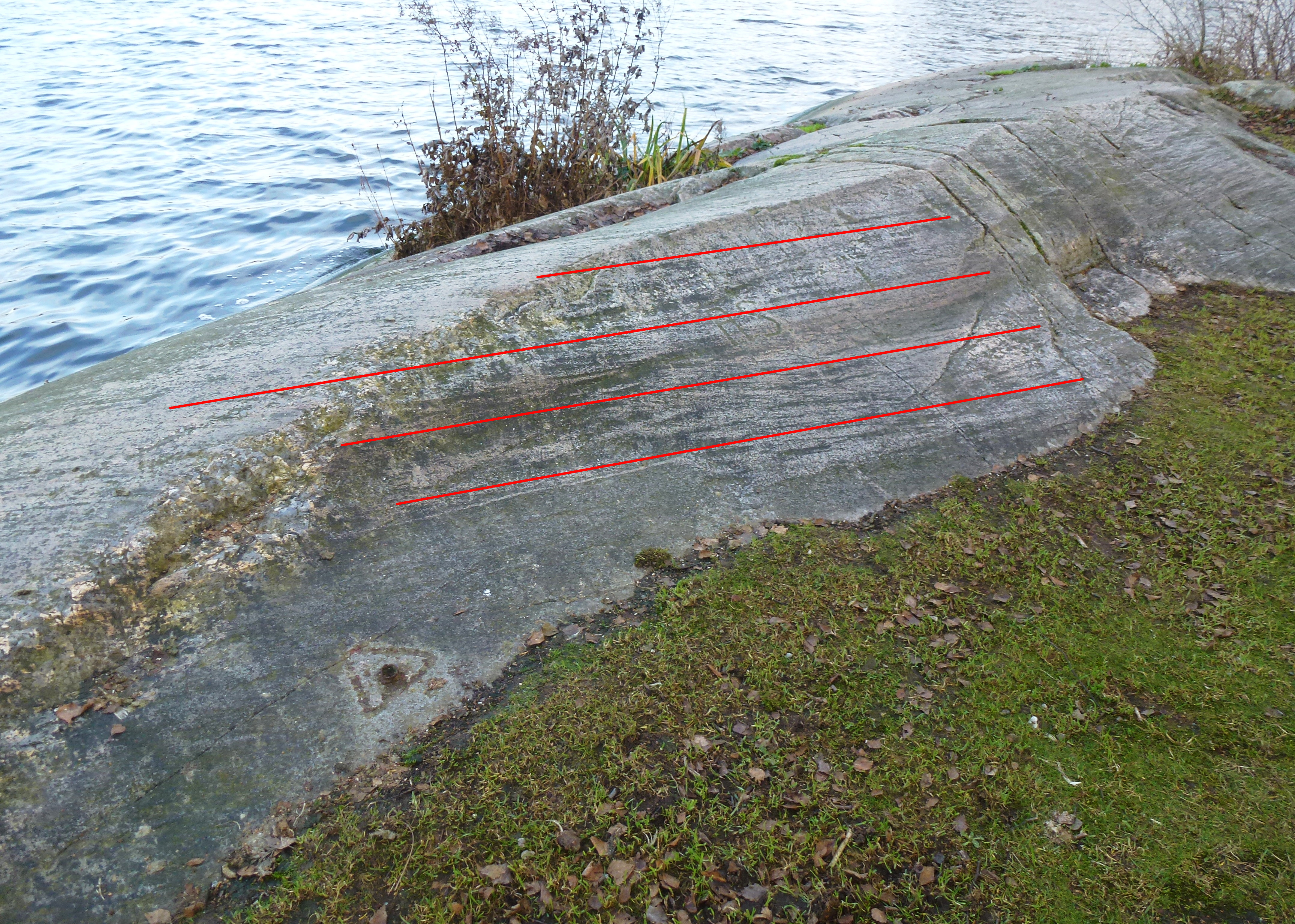
Nästyngsta slipmärken, isriktning från vänster till höger.
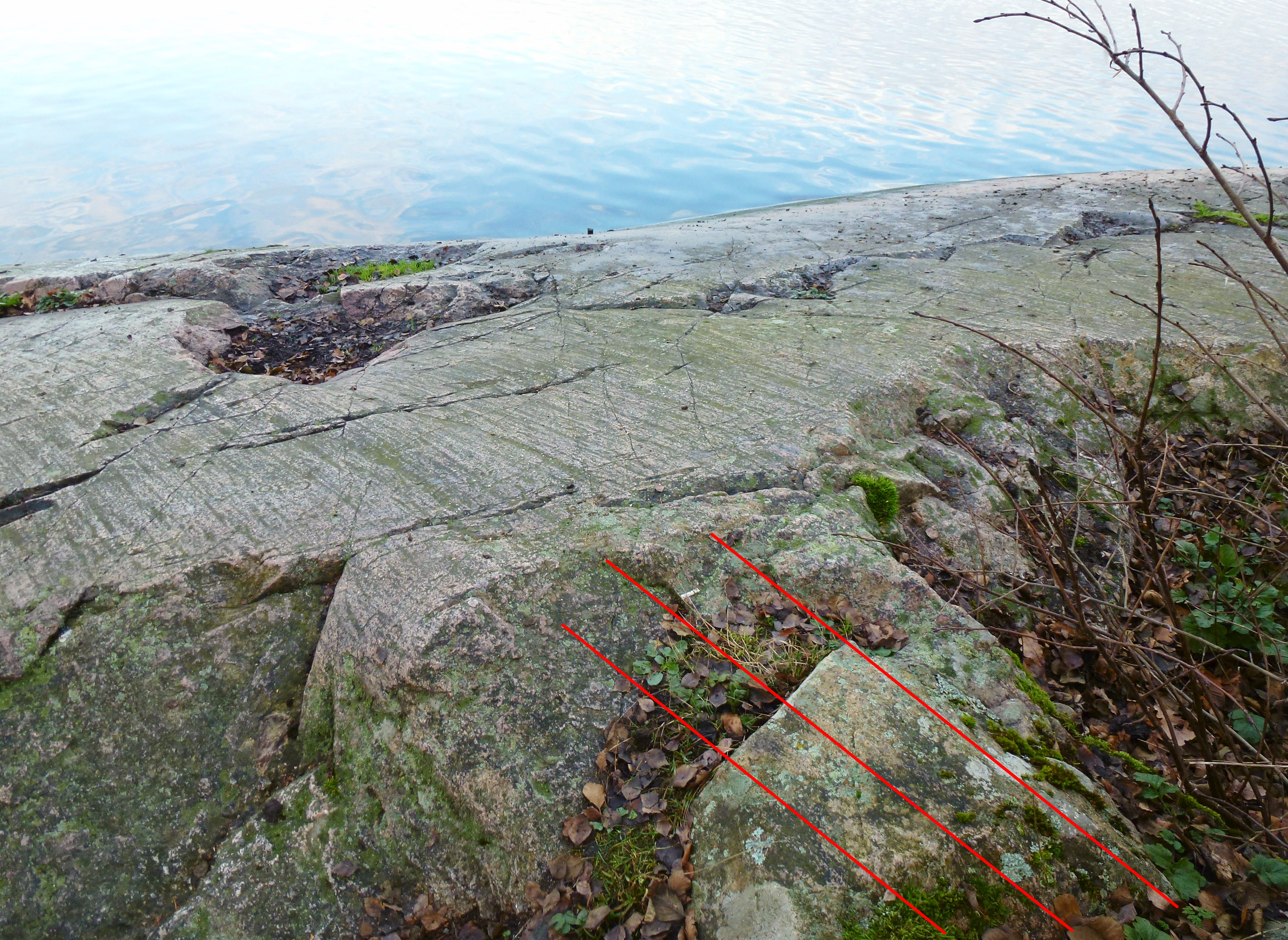
Äldsta slipmärken, isriktning uppifrån och ner.